# 澳門語言治療師協會
澳門語言治療師協會是澳門的非牟利專業團體。協會成立於2007年8月，會員由執業資格的語言治療師及正修讀語言治療相關學位的人士組成。

## 宗旨
- 促進及推動語言治療專業的發展
- 提升語言治療之服務質素及語言治療師的專業知識
  - 辦理語言治療師的進修
  - 推動語言治療的學術研究及交流
- 維護語言治療的專業守則
- 維護服務對象及會員權益
- 提供及舉辦各項服務及活動以實現宗旨及目標
- 加強各會員之間的聯繫
- 成立註冊委員會——為合資格的語言治療師註冊
- 協助政府擬定、修改、推行與語言治療相關之制度及法規

## 外部連結
- 澳門語言治療師協會